# Novi list
Novi list – chorwacki dziennik wydawany w Rijece. Został założony w 1900 roku.